# Maciej Staręga
Maciej Staręga (Siedlce, 31 gennaio 1990) è un fondista polacco.

## Biografia
Attivo in gare FIS dal dicembre del 2005, Staręga ha esordito in Coppa del Mondo il 20 novembre 2010 a Gällivare (98º) e ai Campionati mondiali a Oslo 2011, dove si è classificato 54º nella 15 km, 33º nella sprint e 18º nella sprint a squadre. Nel 2013 ai Mondiali della Val di Fiemme si è piazzato 57º nella 15 km, 41º nella sprint, 12º nella sprint a squadre e 16º nella staffetta, mentre l'anno dopo ai XXII Giochi olimpici invernali di Soči 2014, sua prima presenza olimpica, è stato 66º nella 15 km, 67º nella sprint, 15º nella sprint a squadre e 15º nella staffetta.
Ai Mondiali di Falun 2015 si è classificato 48º nella 15 km, 38º nella sprint, 8º nella sprint a squadre e 15º nella staffetta e a quelli di Lahti 2017 si è piazzato 8º nella sprint, 10º nella sprint a squadre, 14º nella staffetta e non ha completato la 15 km; l'anno dopo ai XXIII Giochi olimpici invernali di Pyeongchang 2018 è stato 78º nella 15 km, 36º nella sprint e 13º nella sprint a squadre. Ai Mondiali di  Seefeld in Tirol 2019 si è classificato 59º nella 15 km, 30º nella sprint e 17º nella sprint a squadre, mentre a quelli di Oberstdorf 2021 si è piazzato 33º nella sprint, 10º nella sprint a squadre e 14º nella staffetta; l'anno dopo ai XXIV Giochi olimpici invernali di Pechino 2022 è stato 19º nella sprint e 15º nella sprint a squadre. Ai Mondiali di Planica 2023 si è classificato 61º nella 15 km, 49º nella sprint e 8º nella sprint a squadre e a quelli di Trondheim 2025 si è piazzato 31º nella sprint, 15º nella sprint a squadre e 17º nella staffetta.

## Palmarès

### Coppa del Mondo
- Miglior piazzamento in classifica generale: 44º nel 2023